# Гюнтер Краппе
Гюнтер Краппе (нім. Günther Krappe; 13 квітня 1893 — 31 грудня 1981) — німецький офіцер, генерал-лейтенант вермахту. Кавалер Лицарського хреста Залізного хреста.

## Біографія
25 вересня 1912 року вступив фанен-юнкером в 34-й фузілерний полк. Брав участь у Першій світовій війні, командир взводу.
Після демобілізації армії залишений в рейхсвері. З 1 жовтня 1919 по 1 жовтня 1930 року служив в 4-му піхотному полку: ад'ютант 2-го батальйону (1922 — 1 червня 1926) і командир роти (1 червня 1926 — 1 жовтня 1930). З 1 жовтня 1930 по 1 жовтня 1935 року — начальник відділу 1с (розвідувального) штабу 2-ї піхотної дивізії. Потім командував 2-м батальйоном 59-го піхотного полку (1 жовтня 1935 — 1 жовтня 1937), 3-м батальйоном 73-го піхотного полку (1 жовтня 1937 — 1 липня 1939), і 1-м допоміжним полком в Данцигу (1 липня — 1 жовтня 1939).
З 1 жовтня 1939 по 30 квітня 1941 року — військовий аташе при німецькому посольстві в Будапешті, а з 1 жовтня 1941 по 1 грудня 1942 року — в Мадриді. З 1 грудня 1942 по 18 грудня 1943 року перебував у резерві ОКГ. З 18 січня по 12 лютого 1943 року проходив підготовку на курсах командирів дивізій в школі танкових військ в Вюнсдорфі. З 12 лютого по 1 травня 1943 року виконував обов'язки командира 61-ї піхотної дивізії, з 1 травня 1943 по 11 грудня 1944 року — командир дивізії. З 15 грудня 1944 по 10 лютого 1945 року — знову в резерві ОКГ. З 10 лютого по 6 березня 1945 року виконував обов'язки командира 10-го корпусу СС.
6 березня 1945 року взятий у полон радянськими військами на південь від Шіфельбайна. Утримувався у таборі для військовополонених МВС СРСР № 27 (Красногорськ, Московська область), на спецоб'єкті № 5, і в спецшпиталі  № 3840 МВС СРСР. 1 березня 1949 року звільнений з Франкфуртського табору для репатрійованих № 69 і репатрійований в ФРН.

## Звання
- Лейтенант (22 березня 1914)
- Обер-лейтенант (20 травня 1917)
- Гауптман (1 лютого 1925)
- Майор (1 квітня 1934)
- Оберст-лейтенант (1 серпня 1936)
- Оберст (1 квітня 1939)
- Генерал-майор (1 листопада 1942)
- Генерал-лейтенант (1 жовтня 1943)

## Нагороди
- Залізний хрест 2-го і 1-го класу
- Хрест «За військові заслуги» (Брауншвейг) 2-го класу
- Почесний хрест ветерана війни з мечами
- Медаль «За вислугу років у Вермахті» з 4-го по 1-й клас (25 років)
- Застібка до Залізного хреста 2-го і 1-го класу
- Лицарський хрест Залізного хреста (11 квітня 1944)